# 冯岳彩绘台门
29°59′17.7″N 121°27′01.4″E / 29.988250°N 121.450389°E
冯岳彩绘台门是浙江省宁波市境内的一处古建筑，位于江北区慈城镇境内，为全国重点文物保护单位慈城古建筑群的组成部分。建筑为明嘉靖南京刑部尚书冯岳故居，为明神宗赐建，其彩绘尚存。
建筑座北朝南，三明二暗五开间，台门部分斗柱上饰有龙、凤、如意等木刻，柱、梁、额、枋、斗拱均装饰有粉彩孔雀牡丹、鹤及荷叶图案，其彩绘保存状况为浙江省内罕见。